# Wimbledon Championships 2019/Herrendoppel-Rollstuhl
Das Herrendoppel (Rollstuhl) der Wimbledon Championships 2019 war ein Rollstuhltenniswettbewerb in London und fand vom 11. bis zum 14. Juli statt. 
Vorjahressieger waren Alfie Hewett und Gordon Reid.

## Setzliste
| Nr. | Paarung                        | Erreichte Runde |
| --- | ------------------------------ | --------------- |
| 01. | Stéphane Houdet Nicolas Peifer | Halbfinale      |
| 02. | Joachim Gérard Stefan Olsson   | Sieg            |

## Hauptrunde
Zeichenerklärung
- Q = Qualifikant
- WC = Wildcard
- LL = Lucky Loser
- ITF = qualifiziert über ITF-Ranking
- ALT = alternate (Ersatz)
- PR = Protected Ranking
- SE = Special Exempt
- r = retired (Aufgabe)
- d = Disqualifikation
- w.o. = walkover
- [ ] = Match-Tie-Break

|  | Halbfinale | Halbfinale                       | Halbfinale | Halbfinale | Halbfinale |  |  | Finale | Finale                       | Finale | Finale | Finale |
|  |            |                                  |            |            |            |  |  |        |                              |        |        |        |
|  |            |                                  |            |            |            |  |  |        |                              |        |        |        |
|  | 1          | Stéphane Houdet Nicolas Peifer   | 3          | 6          | 64         |  |  |        |                              |        |        |        |
|  |            | Alfie Hewett Gordon Reid         | 6          | 2          | 7          |  |  |        |                              |        |        |        |
|  |            |                                  |            |            |            |  |  |        | Alfie Hewett Gordon Reid     | 4      | 2      |        |
|  |            |                                  |            |            |            |  |  | 2      | Joachim Gérard Stefan Olsson | 6      | 6      |        |
|  |            | Gustavo Fernández Shingo Kunieda | 3          | 7          | 65         |  |  |        |                              |        |        |        |
|  | 2          | Joachim Gérard Stefan Olsson     | 6          | 5          | 7          |  |  |        |                              |        |        |        |
|  |            |                                  |            |            |            |  |  |        |                              |        |        |        |